# 大翼
大翼（だいすけ、2000年1月27日 - ）は、日本のマジシャン。手品家ツイスター札幌店に所属

## 経歴
富山県高岡市出身。
小学3年生の時に北海道に転校後、ファイターズジュニアスクールに入団する。プロ野球選手となることをめざして東海大学付属第四高等学校に入学したが肩を故障し札幌新陽高校に編入した。
建築関係の仕事に就いていたが、あるマジシャンのマジックに魅了されマジシャンになった。